# Giuseppe Capecelatro

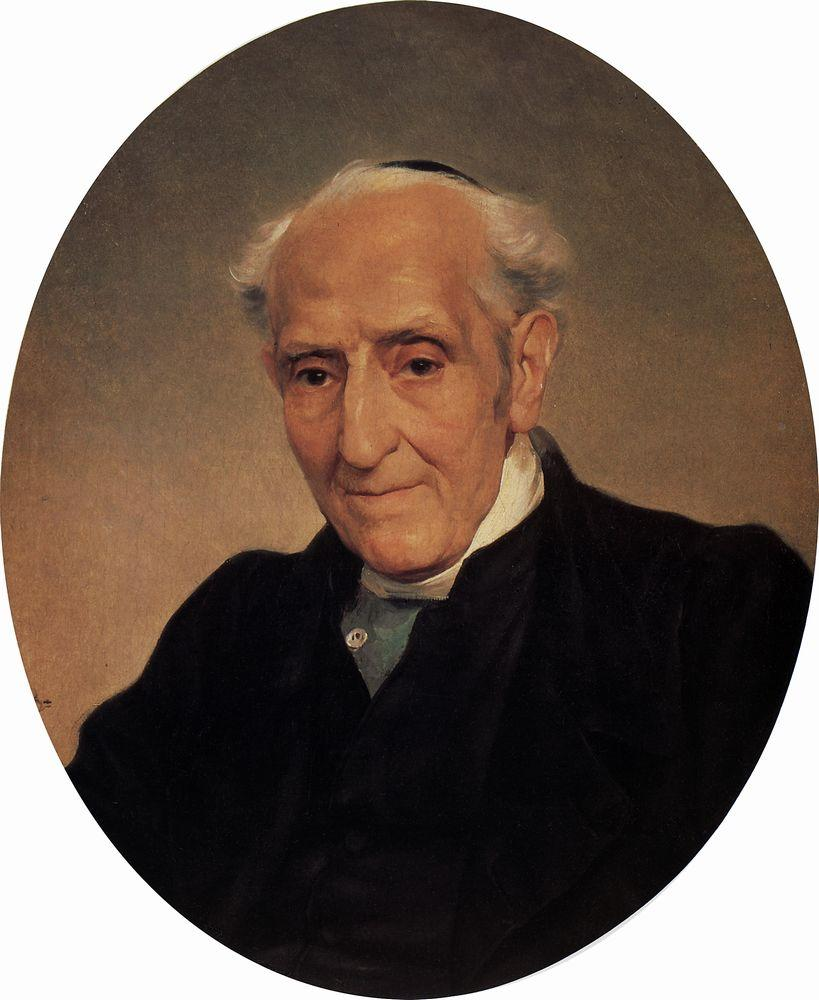
Giuseppe Capecelatro, porträtterad av Karl Brjullov.

Giuseppe Capecelatro, född den 25 september 1744 i Neapel, död där den 2 november 1836, var en italiensk prelat och statsman. 
Capecelatro blev redan vid 32 års ålder biskop av Tarent, trädde snart i opposition mot påvemaktens världsliga politik och yttrade sig i skrift såväl däremot som emot prästernas celibatsplikt. År 1798 slöt sig Capecelatro till den nyupprättade parthenopeiska republiken, fängslades vid reaktionens seger 1799, men sattes snart åter till följd av en folkrörelse i frihet. Under Josef Bonaparte och Joakim Murat var han inrikesminister, men efter bourbonska restaurationen drog han sig tillbaka från offentliga värv för att uteslutande ägna sig åt studier och skriftställarverksamhet.